# Mường Lạn (Sốp Cộp)
Pour les articles homonymes, voir Mường Lạn.
Mường Lạn est une commune rurale, située dans le district de Sốp Cộp (province de Sơn La, Viêt Nam).

## Géographie

### Localisation
La commune est bordée au nord par la commune de Mường Cai (district de Sông Mã), à l'est et au sud par le Laos et à l'ouest par la commune de  Mường Và (district de Sốp Cộp).

### Topographie
Mường Lạn a une superficie de 249 km2 selon le ministère de l'Information et des communications vietnamien. Toutefois, la province de Sơn La indique une superficie de 251,99 km2.
L'altitude moyenne oscille entre 1 000 et 1 700 mètres. La commune est en effet entrecoupée de collines et de ravins escarpés.
Deux cours d'eau, le Nậm Lạn et le Nậm Sọi traversent les villages de Nà Vạc, Nà Khi, Nà Ản, Cang Cói, Mường Lạn, Phiêng Pen, Cống et Khá.

### Urbanisme

#### Utilisation des sols
Selon la province de Sơn La, 2 181,36 hectares sont des terres agricoles, 14 357,27 hectares sont couverts par des forêts, et seulement 15,26 hectares sont résidentiels. Environ 9 558,26 hectares ne sont pas utilisés.

#### Villages
La commune est subdivisée en 16 villages.
| Numéro | Nom        | Population (2012) | Ethnie majoritaire          | Distance du centre communal |
| ------ | ---------- | ----------------- | --------------------------- | --------------------------- |
| 1      | Huổi Lè    | 355               | Khmu                        | 13 km                       |
| 2      | Huổi Men   | 300               | Hmong                       | 12 km                       |
| 3      | Huổi Pá    | 711               | Hmong                       | 12 km                       |
| 4      | Mường Lạn  | 1249              | Kinh, Thaï, Hmong, Lao      | 0 km (centre)               |
| 5      | Nà Ản      | 354               | Kinh, Thaï, Muong, Tày, Lao | 4 km                        |
| 6      | Cống       | 604               | Thaï, Lao                   | 7 km                        |
| 7      | Khá        | 866               | Thaï, Muong, Hmong, Lao     | 4 km                        |
| 8      | Nà Khi     | 781               | Thaï, Hmong, Lao            | 6 km                        |
| 9      | Cang Cói   | 310               | Khmu                        | 2 km                        |
| 10     | Phiêng Pen | 494               | Thaï, Tày, Lao              | 2 km                        |
| 11     | Nậm Lạn    | 215               | Hmong                       | 18 km                       |
| 12     | Co Muông   | 269               | Hmong                       | 14 km                       |
| 13     | Nong Phụ   | 462               | Hmong                       | 12 km                       |
| 14     | Pu Hao     | 578               | Hmong                       | 14 km                       |
| 15     | Pá Kạch    | 522               | Hmong                       | 15,7 km                     |
| 16     | Nà Vạc     | 271               | Thaï, Lao                   | 8 km                        |

### Climat
La température moyenne annuelle est de 22,4 °C. Les mois les plus chauds vont d'avril à septembre et les plus froids sont d'octobre à mars de l'année suivante. La saison sèche est d'octobre à mai, et la saison des pluies de juin à septembre. La pluviométrie annuelle moyenne est de 1 090 mm. 

## Politique
Le code administratif de la commune est 04246.

## Démographie
La population se divise en deux groupes ethniques : Kinh, Khmu, Lao, Hmong, Muong, Tày et Thaï.
| 1999  | 2012  | - | - | - | - | - | - | - |
| ----- | ----- | - | - | - | - | - | - | - |
| 5 973 | 8 341 | - | - | - | - | - | - | - |

## Sources
- (vi) Cet article est partiellement ou en totalité issu de l’article de Wikipédia en vietnamien intitulé « Mường Lạn, Sốp Cộp » (voir la liste des auteurs).